# Olympische Winterspiele 1956/Teilnehmer (Ungarn)
| Gelbes Symbol für Goldmedaillen mit stilisierten Olympischen Ringen | Graues Symbol für Silbermedaillen mit stilisierten Olympischen Ringen | Braundes Symbol für Bronzemedaillen mit stilisierten Olympischen Ringen |
| ------------------------------------------------------------------- | --------------------------------------------------------------------- | ----------------------------------------------------------------------- |
| —                                                                   | —                                                                     | 1                                                                       |

Ungarn nahm an den VII. Olympischen Winterspielen 1956 im italienischen Cortina d’Ampezzo mit einer Delegation von zwei Athleten in einer Disziplin teil. Die Eiskunstläufer Marianna und László Nagy, ein Geschwisterpaar, gewannen wie schon 1952 die Bronzemedaille im Paarlauf.

## Teilnehmer nach Sportarten

### Eiskunstlauf
Paare
- Marianna Nagy / László Nagy
Bronze  (11,03)